# Âu Lạc

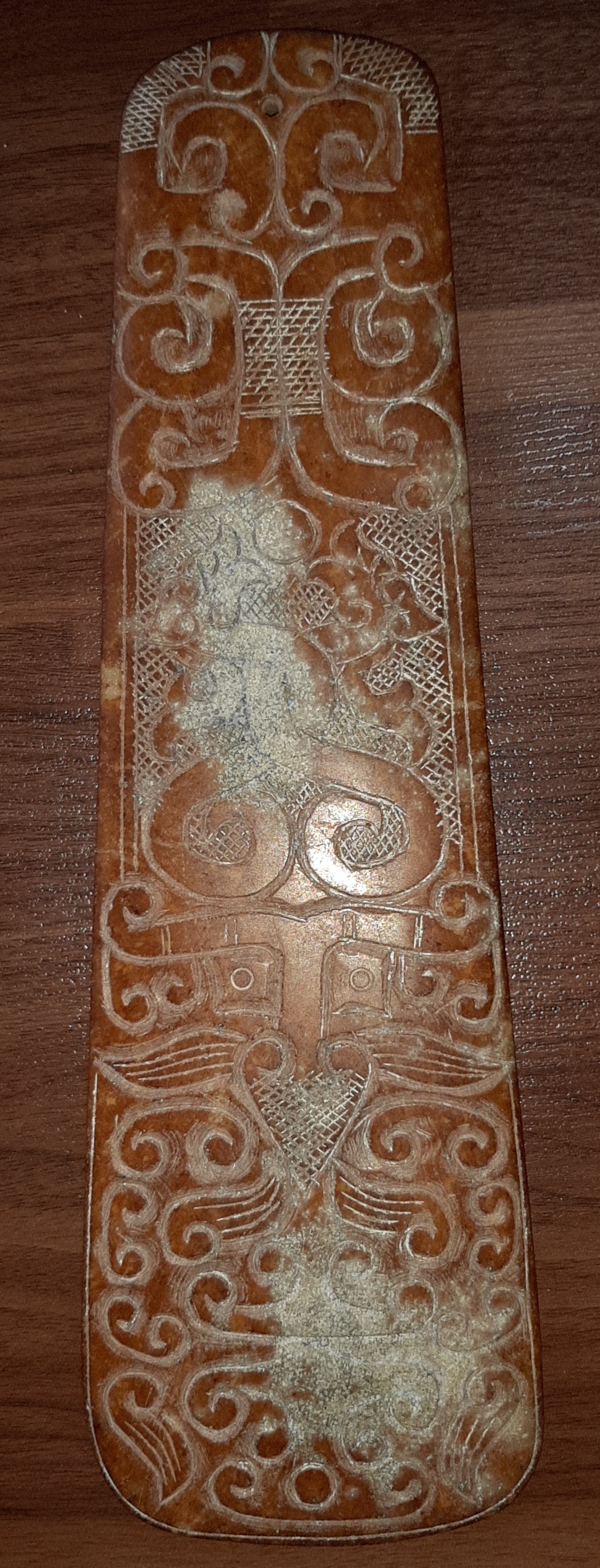
Pièce de jade de Hanoï, Nord du Vietnam, c. 325 - 221 avant notre ère.

Âu Lạc (甌雒/甌駱) est le nom de l'État vietnamien entre 257 et 207 av. J.-C. ; il succède à Văn Lang et précède Nam Viêt. Sa capitale était la citadelle Cổ Loa, dont les vestiges subsistent à 35 km au Nord de l'actuelle Hanoi.
Le pays fut fondé par Thục Phán, qui le gouverna, sous le titre d'An Dương Vương et initia la dynastie Thục en unifiant la région montagneuse d'Âu Việt, qui recouvre l'actuel Nord du Vietnam et une partie de la Chine méridionale, et le Lạc Việt, situé sur le delta du Fleuve Rouge, au Nord de l'actuel Vietnam.